# ハーバート・ジョージ・ウェルズ
ハーバート・ジョージ・ウェルズ（Herbert George Wells, 1866年9月21日 - 1946年8月13日）は、イギリスの著作家。小説家としてはジュール・ヴェルヌとともに「SFの巨人」と呼ばれる。社会活動家や歴史家としても多くの業績を遺した。H・G・ウエルズの表記もある。

## 生涯

### 作家以前
1866年、イングランドのケント州ブロムリー（現在のブロムリー・ロンドン特別区）の商人の家に生まれる。父ジョゼフ・ウェルズは園丁やクリケット選手としても働き、母サラ・ニールはメイドだった。家庭は下層の中流階級に属しており、ウェルズは父の負傷後には母が働いていたアップパーク邸に寄食するようになる。ウェルズはこの館でプラトンの『国家』、トマス・ペインの『人間の権利』、ジョナサン・スウィフトなどを読んだ。この頃、織物職人や薬局の徒弟奉公、見習い教師などを経験するがいずれも続かなかった。当時の体験は、のちに『キップス』『トーノ・バンゲイ』などの小説に生かされている。
奨学金でサウス・ケンジントンの科学師範学校（Normal School of Science、現インペリアル・カレッジ）に入学。トマス・ヘンリー・ハクスリーの下で生物学を学び、進化論はウェルズの人生に影響を与えることになる。学生誌『サイエンス・スクールズ・ジャーナル』に寄稿し、1888年4-6月号に掲載された『時の探検家たち』は、のちの『タイム・マシン』の原型となる。1891年には、四次元の世界について述べた論文『単一性の再発見』が『フォート・ナイトリ・レヴュー』に掲載された。

### 作家活動
ウェルズは教員をめざすが、教育界の保守的な体質と自身の病気により道を阻まれ、文筆活動へ進む。やがてジャーナリストとなり『ベル・メル・ガゼット』や『ネイチャー』に寄稿する。1890年代から1900年代初頭にかけて『タイム・マシン』（1895年）をはじめ『モロー博士の島』（1896年）『透明人間』（1897年）『宇宙戦争』（1898年）など現在でも有名な作品を発表する。これら初期の作品には、科学知識に裏打ちされた空想小説が多く、ウェルズ自身は「科学ロマンス」と呼んだ。
1900年、ケント州のサンドゲイトに邸宅を購入し、執筆活動と文士との交際を行なう。未来について考察した『予想』の発表などが転機となり、文明批評色の濃い作品や風俗小説を発表するようになる。やがて社会主義に傾倒し、1902年にはジョージ・バーナード・ショーの紹介で社会主義団体であるフェビアン協会に参加。その後も人類への憂慮を背景にした作品を発表し続け、第一次世界大戦の前に原爆を予見した『解放された世界』を発表。終戦後に出された歴史書『世界史大系』は幅広く読まれた。

### 社会活動
第一次大戦後、戦争を根絶するために国際連盟の樹立を提唱し、ワシントン会議に出席。『新世界秩序』では、全ての国家に人権の遵守と軍備の非合法化を訴えた。また、母性保護基金、糖尿病患者協会、新百科全書、人権宣言などの運動を行なった（後述）。政治家との交流としては、ウッドロウ・ウィルソンへの直談判、ウラジーミル・レーニン、フランクリン・ルーズベルト、ヨシフ・スターリンとの会見などを行なった。
社会主義と同時に優生学を支持するウェルズは、社会主義団体フェビアン協会に参加すると同時に、著名な優生学支持者の一人だった。

### 私生活
1891年に従姉にあたるイザベル・メアリー・ウェルズ(1865-1931)と最初の結婚をし、1895年に教え子だったアミー・キャサリン・ロビンズ（1872-1927)と再婚。アミーとの間に長男ジョージ・フィリップ、次男フランク・リチャードが生まれた。ウェルズは艶福家であり、ときに非難を受けた。関係のあった相手としては、産児制限活動家のマーガレット・サンガー、小説家のエリザベス・フォン・アーニム、フェビアン協会メンバーのアンバー・リーヴス、作家のレベッカ・ウェスト、オデット・カーン、マリア・ブドゥベルグらが知られている。またチャールズ・チャップリンとは懇意にしており、自作『来るべき世界』の映画化においては助言を求めた。

### 晩年、死後
教員を目指していた頃に罹った肺病の他、生涯を通じて糖尿病、腎臓病、神経炎などさまざまな疾病と闘い、ロンドンの自宅にて肝臓がんにより逝去。フォレスト・J・アッカーマンによれば、晩年のウェルズは、自作の題名を部屋につけており、アッカーマンは「海の貴婦人」の間でウェルズと会見をした。
1960年にH.G.ウェルズ協会が設立されたのをきっかけに再評価がすすみ、1986年にはパトリック・パリンダーの主導によりウェルズ国際シンポジウムが実現。『モロー博士の島』や『宇宙戦争』の詳細な注釈書も出版された。『タイム・マシン』をはじめとしてウェルズの作品は幾度も映像化されている（#外部リンク参照）。日本においては、日本ウェルズ協会が1974年に設立。会長は今西錦司だった。

## 作品と影響
サイエンス・フィクション
後世でもよく扱われるSF的題材を数多く生み出し、また発展させた事で評価を得ている。タイムマシンをはじめ、蛸型の火星人、透明人間などが広く知られている。その他にも動物の知性化（『モロー博士の島』）、テロの道具としての細菌（『盗まれた細菌』）、合成食品（『神々の糧』）、反重力（『月世界最初の人間』）、新兵器（『陸の甲鉄艦』『空の戦争』『解放された世界』）などがある。
ユートピア
自身のユートピア観をもとにした小説を著した。なかでも『近代のユートピア』の内容は論争を呼び、当時G・K・チェスタトンやE・M・フォースターらはウェルズを批判し、ヘンリー・ジェイムズやジョゼフ・コンラッドらはウェルズを擁護した。
女性像
『アン・ヴェロニカの冒険』では、女性の自由恋愛や、性愛について話す女性を描き、エドワード朝時代の常識に挑戦する内容として非難された。
ゲーム
ウェルズは、現在ミニチュアゲームと呼ばれるような遊びを題材とした Floor Games や Little Wars を著しており、ウォー・ゲームの商品化の先駆者としても知られる。
原子爆弾
小説『解放された世界』は、原子核反応による強力な爆弾を用いた世界戦争と、戦後の世界政府誕生を描いた。核反応による爆弾は、原子爆弾を予見したとされる。ハンガリー出身の科学者レオ・シラードは、この小説に触発されて核連鎖反応の可能性を予期し、実際にマンハッタン計画につながるアメリカの原子爆弾開発に影響を与えた。
国際連盟
第一次世界大戦中に論文『戦争を終わらせる戦争』を執筆。大戦後に戦争と主権国家の根絶を考え、国際連盟を樹立すべく尽力した。しかし、結果的に発足した国際連盟はウェルズの構想とは異なり国家主権を残していたため、『瓶の中の小人』という論文で国際連盟を批判している。のちに発足した国際連合も同様に批判した。
新百科全書運動
世界平和の基盤となる新世界秩序のための知識と思想の集大成として、1920-30年代に新百科全書運動を展開する。これに関する著書『世界の頭脳』においては、書籍の形態をとらない世界規模の百科事典を構想し、現在のウィキペディアの構造を予言していたとも言われる。
糖尿病患者協会
1934年、糖尿病患者協会の設立を『タイムズ』紙上で国民に呼びかけ、国家規模での糖尿病患者協会が初めて設立された（糖尿病患者協会そのものはポルトガルが世界初）。ウェルズ自身は2型糖尿病を患っていた。
人権宣言
第二次世界大戦の勃発に触発され、1939年にウェルズは『新世界秩序』で概略を述べていた「人権宣言」についての書簡を『タイムズ』とルーズベルトに送る。この人権宣言と、それを基に1940年に作成されたサンキー権利章典は、1941年1月6日のルーズベルトの一般教書の中の「四つの自由」を包含しており、さらにのちの世界人権宣言などに影響を与えたとされる。
日本国憲法
ウェルズは日本国憲法の原案作成に大きな影響を与えたとされる。特に日本国憲法9条の平和主義と戦力の不保持は、ウェルズの人権思想が色濃く反映されている。しかし、ウェルズの原案から日本国憲法の制定までに様々な改変が行われたため、憲法9条の改正議論の原因のひとつとなっている。またこの原案を全ての国に適用して初めて戦争放棄ができるように記されており、結果として日本のみにしか実現しなかったことで解釈に無理が生じたと言われている。

### ウェルズが影響を与えた主な人物、作品
- ホルヘ・ルイス・ボルヘス - 『タイム・マシン』から着想を得た評論『コールリッジの夢』や、『水晶の卵』に着想を得た『アレフ』を執筆。ボルヘスが編纂した叢書〈バベルの図書館〉の1冊にもウェルズが選ばれている。
- オラフ・ステープルドン - 『世界史大系』から着想を得た年代記『最後にして最初の人類』を執筆。
- オーソン・ウェルズ - 『宇宙戦争』から着想を得たラジオ番組『宇宙戦争 (ラジオ)』を制作。
- C・S・ルイス - 『別世界物語』において、ウェルズのカリカチュアである科学者を登場させた。
- A・A・ミルン - 子供時代にウェルズの教えを受け、当時のウェルズについて自伝で回想している。
- アーサー・C・クラーク - 『めずらしい蘭の花が咲く』から着想を得た『尻込みする蘭』や、『月世界最初の人間』から登場人物の名を借りた『登ったものは』を執筆（『白鹿亭綺譚』所収）。
- アーノルド・J・トインビー - 『世界史大系』から着想を得た『歴史の研究』を執筆。
- ジョン・クリストファー - 『宇宙戦争』から着想を得たトリポッド・シリーズを執筆。
- クリストファー・プリースト - 『タイム・マシン』と『宇宙戦争』から着想を得た『スペース・マシン』を執筆。
- K・W・ジーター - 『タイム・マシン』から着想を得た Morlock Night を執筆。
- ジーン・ウルフ - 『モロー博士の島』を子供時代に愛読し、のちに『デス博士の島その他の物語』を執筆。
- ブライアン・W・オールディス - 『モロー博士の島』から着想を得た Moreau's Other Island を執筆。また『十億年の宴』ではウェルズの作品を論じている。
- 横田順彌 - 『宇宙戦争』から着想を得た『火星人類の逆襲』を執筆。
- スティーヴン・バクスター - 『タイム・マシン』をはじめいくつかのウェルズ作品から着想を得た『タイム・シップ』を執筆。この小説は、ウェルズの遺族から『タイム・マシン』の正式な続編と認められている。
- 藤倉大 - 短編「世界最終戦争の夢」を題材にしたオペラ「アルマゲドンの夢」を作曲した。
- 手塚治虫 - 日本の有名漫画家。日本に於けるＳＦ漫画の先駆者の1人。

## 主要作品リスト
※H. G. Wells bibliographyも参照。

### 長篇、中篇小説
- The Time Machine (1895)　『タイム・マシン』（その他の邦題『八十万年後の社会』）
- The Wonderful Visit (1895)　『驚異の訪れ』
- The Island of Dr. Moreau (1896)　『モロー博士の島』（その他の邦題『改造人間の島』）
- The Invisible Man (1897)　『透明人間』
- The Wheels of Chance (1897)　『ホイールズ・オブ・チャンス』-自転車旅行を題材としたコメディ
- The War of the Worlds (1898)　『宇宙戦争』
- When The Sleeper Wakes (1899)　『睡眠者が目覚めるとき』 - 眠りによって203年後（西暦2100年）のディストピアに出現した男の体験談。なお、黒岩涙香の訳書では『今より三百年後の社会』という邦題になっている。
- Love and Mr. Lewisham (1900)　『恋愛とルイシャム氏』 - 交霊術に関わった男の物語
- The First Men In the Moon (1901)　『月世界最初の人間』（その他の邦題『月の世界を見た男』『月世界旅行』）
- The Sea Lady (1902)　『海の貴婦人』
- The Food of the Gods (1904)　『神々の糧』 - 合成食品による生物の巨大化を描く
- Kipps (1905)　『キップス』 - 風俗小説
- A Modern Utopia (1905)　『モダン・ユートピア』 - ウェルズ流のユートピア
- In the Days of the Comet (1906)　『彗星の時代』 - ハレー彗星の接近に着想を得た物語
- The War in the Air (1908)　『空の戦争』 - 航空機を用いた戦争を描いた
- Ann Veronica (1909)　『アン・ヴェロニカの冒険』（その他の邦題『恋愛新道』） - 女性の性解放を題材とした恋愛小説
- Tono-Bungay (1909)　『トーノ・バンゲイ』 - 風俗小説
- The History of Mr. Polly (1910)　『ポーリー氏の生涯』 - 自伝的な風俗小説
- The Sleeper Awakes (1910) 『眠れる人が目を覚ます』- 1899年出版のWhen The Sleeper Wakes の修正版
- The New Machiavelli (1911)　『ニュー・マキャベリ』 - 社会主義を題材とした小説
- Marriage (1912)　『結婚』
- The Passionate Friends (1913)　『情熱的な友人たち』 - 三角関係を描いた恋愛小説
- The World Set Free (1914)　『解放された世界』 - 原子力兵器の出現と核戦争の到来を予見
- Wife of Sir Isaac Harman (1914)　『アイザック・ハーマン卿の妻』
- Bealby: A Holiday (1915)
- The Research Magnificent (1915)　『崇高な探究』
- The Soul of a Bishop (1917)
- Joan and Peter: A Story of an Education (1918)
- The Undying Fire (1919)
- The Secret Places of the Heart (1922)
- Men Like Gods (1922)　『神のような人々』 - ユートピア的な平行世界の体験記
- The Dream (1924) - 科学ロマンスと社会小説の中間的作品
- Christina Alberta's Father (1925)
- The World of William Clissold (1926)　『ウィリアム・クリソルド氏の世界（英語版）』 - ボストンでは禁止
- Meanwhile (1927)
- Mr Blettsworthy on Rampole Island (1928)
- The King Who Was a King (1929)
- The Autocracy of Mr Parham (1930)
- The Bulpington of Blup (1932)
- The Shape of Things to Come (1933)　『世界はこうなる』（その他の邦題『地球国家2106年』） - 未来を扱った架空の年代記
- The Croquet Player (1936)　『クローケー・プレーヤー』
- Brynhild (1937)
- Star Begotten (1937) - 火星人を題材とした作品
- The Camford Visitation (1937)
- Apropos of Dolores (1938)
- The Brothers (1938)
- The Holy Terror (1939)
- Babes in the Darkling Wood (1940)
- All Aboard for Ararat (1940)
- You Can't Be Too Careful (1941)

### 短篇小説
- A Family Elopement (1884)
- A Tale of the Twentieth Century (1887)
- A Talk with Gryllotalpa (1887)
- A Vision of the Past (1887)
- The Chronic Argonauts (1888)　『時の探検家たち』 - 『タイム・マシン』の原型
- The Devotee of Art (1888)　『芸術崇拝』
- The Flying Man (1893) 　『飛ぶ男』
- The Stolen Bacillus (1894)　『盗まれた細菌』（その他の邦題『盗まれたバチルス』）
- The Final Men (1894)
- The Flowering of the Strange Orchid (1894)　『めずらしい蘭の花が咲く』（その他の邦題『奇妙な蘭』）
- A Deal in Ostriches (1894)　『ダチョウの売買』（その他の邦題『駝鳥買います』）
- The Hammerpond Park Burglary (1894)
- The Diamond Maker (1894)　『ダイヤモンドをつくる男』（その他の邦題『ダイヤモンド製造家』、『ダイヤモンド造り』、『ダイヤモンド作り』）
- How Gabriel Became Thompson (1894)
- In the Avu Observatory (1894)
- In the Modern Vein: An Unsympathetic Love Story (1894)　『ある無情な恋物語』
- The Jilting of Jane (1894)
- The Lord of the Dynamos (1894)　『ダイナモの神』（その他の邦題『発電機殿』、『発電機の神さま』）
- Aepyornis Island (1894)　『イーピヨルスの島』（その他の邦題『怪鳥イーピヨルニスの島』、『怪鳥エピオルニス』）
- The Man With a Nose (1894)
- A Misunderstood Artist (1894)
- The Thing in No. 7 (1894)
- Through a Window (1894)
- The Thumbmark (1894)
- The Treasure in the Forest (1894)　『森の中の宝』
- The Triumphs of a Taxidermist (1894)　『剥製師の手柄話』
- The Argonauts of the Air (1895)　『大空の冒険家たち』（その他の邦題『空中飛行家』）
- A Catastrophe (1895)
- The Cone (1895)　『溶鉱炉』（その他の邦題『コーン』）
- How Pingwell Was Routed (1895)
- Le Mari Terrible (1895)
- The Moth (1895)　『蛾』
- Our Little Neighbour (1895)
- Pollock and the Porroh Man (1895)　『ポロ族の呪術師』
- The Reconciliation (1895)
- The Remarkable Case of Davidson's Eyes (1895)　『デイヴィドソンの不思議な目』（その他の邦題『ダヴィドソンの眼の異様な体験』）
- The Temptation of Harringay (1895)
- Wayde's Essence (1895)　『ウェイドの正体』
- The Apple (1896)　『林檎』
- In the Abyss (1896)　『深海潜航』
- The Plattner Story (1896)　『プラトナーの話』（その他の邦題『プラットナー先生綺譚』）
- The Rajah's Treasure (1896) 　『マハラジャの財宝』
- The Red Room (1896)　『赤い部屋』（その他の邦題『赤の間』）
- The Sea Raiders (1896)　『海からの襲撃者』（その他の邦題『海を襲うもの』）
- A Slip Under the Microscope (1896)　『すべったプレパラート』
- Under the Knife (1896)　『手術を受けて』
- The Story of the Late Mr. Elvesham (1896)　『故エルヴシャム氏の話』（その他の邦題『亡きエルヴシャム氏の物語』）
- The Purple Pileus (1896)　『紫色のキノコ』（その他の邦題『赤むらさきのキノコ』）
- The Crystal Egg (1897)　『水晶の卵』（その他の邦題『卵形の水晶球』、『謎の水晶』）
- Le Mari Terrible (1897)
- The Ghost of Fear (1897)
- The Lost Inheritance (1897)
- Mr Marshall's Doppelganger (1897)
- A Perfect Gentleman on Wheels (1897)　『パーフェクト・ジェントルマン』
- The Presence by the Fire (1897)
- The Star (1897)　『星』（その他の邦題『妖星』、『ザ・スター』）
- A Story of the Days To Come (1897)　『来たるべき世界の物語』（その他の邦題『近い将来の物語』）
- A Story of the Stone Age (1897)　『みにくい原始人』
- The Stolen Body (1898)　『盗まれた肉体』（その他の邦題『盗まれた身体』）
- Mr. Leadbetter's Vacation (1898)
- Jimmy Goggles the God (1898)
- The Man Who Could Work Miracles (1898)　『奇蹟を行う男』（その他の邦題『今の世の奇蹟』、『奇跡をおこさせる男』、『奇跡を起こせた男』、『奇蹟を起した男』）
- Miss Winchelsea's Heart (1898)
- Walcote (1898)　『ウォルコート』
- Mr Brisher's Treasure (1899)　『ブリシャー氏の宝』
- A Vision of Judgment (1899)　『審判の日』
- A Dream of Armageddon (1901)　『世界最終戦争の夢』（その他の邦題『世界終末戦争の悪夢』）
- Mr. Skelmersdale in Fairyland (1901)　『妖精の国のスケルマーズデイル君』
- Filmer (1901)　『イカロスになりそこねた男』
- The New Accelerator (1901)　『新加速剤』（その他の邦題『新神経促進剤』）
- The Inexperienced Ghost (1902)　『不案内な幽霊』
- The Loyalty of Esau Common (1902)
- The Valley of Spiders (1903)　『蜘蛛の谷』
- The Truth About Pyecraft (1903)　『パイクラフトの真相』（その他の邦題『パイクラフトの話』）
- The Magic Shop (1903)　『魔法の店』（その他の邦題『魔法屋』、『魔法の園』）
- The Land Ironclads (1903)　『陸の甲鉄艦』 - 戦車の原型的な兵器が登場する
- The Country of the Blind (1904)　『盲人の国』（その他の邦題『盲人国』、『王様になりそこねた男』）
- Empire of the Ants (1905)　『アリの帝国』
- The Door in the Wall (1906)　『塀にある扉』（その他の邦題『塀についた扉』、『白壁の緑の扉』、『塀とその扉』、『くぐり戸』、『くぐり戸の中』）
- The Beautiful Suit (1909)　『美しい服』
- Little Mother Up the Morderberg (1910)
- My First Aeroplane (1910)　『わたしの初めての飛行機』
- The Obliterated Man (1911)
- The Sad Story of a Dramatic Critic (1915)
- The Story of the Last Trump (1915)　『最後のらっぱの物語』
- The Wild Asses of the Devil (1915)
- Peter Learns Arithmetic (1918)
- The Grizzly Folk(The Grisly Folk) (1921)　『消えた旧人類』
- The Pearl of Love (1924)　『愛の真珠』
- The Queer Story of Brownlow's Newspaper (1932)　『ブラウンローの新聞』（その他の邦題『『未来新聞』）
- Answer to Prayer (1937)
- The Country of the Blind (revised) (1939)

### 映画脚本
- Things to Come (1936) - 来るべき世界（英語版） 原作『世界はこうなる』および『人間の仕事と富と幸福』
- The Man Who Could Work Miracles (1936) - 『奇蹟人間』 原作『奇蹟を行う男』
- The New Faust (1936) - 原作『故エルヴシャム氏の話』

### 思想書、エッセイ、ノンフィクション
- The Rediscovery of the Unique (1891)　『単一性の再発見』
- Text-Book of Biology/Zoology (1893)　- 教科書
- Honours Physiography (1893) - 共著
- Certain Personal Matters (1897)
- Anticipations of the Reactions of Mechanical and Scientific Progress upon Human Life and Thought (1901)　『予想』 - 科学の進歩が人間に与える影響について述べたもの
- Mankind in the Making (1903)
- The Future in America (1906)
- This Misery of Boots (1907)　『この惨めな靴』 - 資本主義と社会主義について
- Will Socialism Destroy the Home? (1907)
- First and Last Things (1908)　『最初と最後のもの』
- The Great State (1912)　『社会主義と偉大な国家』
- Great Thoughts From H. G. Wells (1912)
- Thoughts From H. G. Wells (1912)
- New Worlds for Old (1913)　『古きものに代わる新しい世界』 - 社会主義運動の紹介
- The War That Will End War (1914)　『戦争を終わらせる戦争』
- An Englishman Looks at the World (1914)
- The War and Socialism (1915)
- The Peace of the World (1915)
- Mr Britling Sees It Through (1916)　『ブリトリング氏は考察する』（その他の邦題『ブリットルの明察』）
- What is Coming? (1916)
- The Elements of Reconstruction (1916)
- God the Invisible King (1917)
- War and the Future (1917)
- Introduction to Nocturne (1917)
- In the Fourth Year (1918)
- The Idea of a League of Nations (1919)　『国際連盟の思想』 – 国際連盟についての序論。エドワード・グレイ、ジェームズ・ブライスらとの共著
- The Way to the League of Nations (1919)　『国際連盟への道』 – 国際連盟の創設に必要な措置について。エドワード・グレイ、ジェームズ・ブライスらとの共著
- The Outline of History (1920)　『世界史大系』（その他の邦題『世界文化史大系』『世界文化史』等） - 宇宙の誕生から人類の誕生までを記した歴史書
- Russia in the Shadows (1920)　『影のなかのロシア』 - ソヴィエト連邦の訪問記。友人のマクシム・ゴーリキーを訪れ、レーニンと会見
- Frank Swinnerton (1920) – 共著
- The Salvaging of Civilization (1921)　『文明の救済』 - アメリカ講演用の原稿が原型。新しい社会経済秩序の思想について
- A Short History of the World (1922) 『世界史概観』（その他の邦題『世界文化小史』） - 『世界史大系』の縮約版
- The Story of a Great Schoolmaster (1924) - Frederick William Sandersonの伝記
- A Year of Prophesying (1925)
- A Short History of Mankind (1925)
- Mr. Belloc Objects to the "Outline of History" (1926)
- Wells' Social Anticipations (1927)
- The Way the World is Going (1928)
- The Book of Catherine Wells (1928)
- The Open Conspiracy (1928)　『誰でも参加できる陰謀』（その他の邦題『公開謀議』） - 国家の消滅などユートピア的な未来について述べたもの
- The Science of Life (1930)　『生命の科学』 - 生物学や進化論についての本。ジュリアン・ハクスリー、ジョージ・フィリップ・ウェルズとの共著
- Divorce as I See It (1930)
- Points of View (1930)
- The Work, Wealth and Happiness of Mankind (1931)　『人間の仕事と富と幸福』 - 政治経済学についての本。ハロルド・ラスキやジョン・メイナード・ケインズの協力を得て執筆
- The New Russia (1931)
- After Democracy (1932)
- An Experiment in Autobiography: Discoveries and Conclusions of a Very Ordinary Brain (since 1866)  (1934)　『自伝の試み』 - 自叙伝。自伝文学の白眉と評価されている
- The New America: The New World (1935)
- The Anatomy of Frustration (1936)　『欲求不満の分析』
- My Auto-Obituary (1936) - 自身の死亡広告
- World Brain (1938)　『世界の頭脳』 - 新世界百科事典の構想。1936-38年の講演集
- The Fate of Homo Sapiens (1939)　『人類の運命』
- The New World Order (1939)　『新世界秩序』 - 人権、戦争根絶などについての持論を述べたもの
- Travels of a Republican Radical in Search of Hot Water (1939)
- The Rights of Man, Or What Are We Fighting For? (1940)　『人間の権利—われわれはなんのためにたたかうのか』
- Guide to the New World (1941)
- The Conquest of Time (1941)　『時間の征服』
- The Outlook for Homo Sapiens (1942)　『ホモ・サピエンス将来の展望』 - 『人類の運命』と『新世界秩序』を1冊に再編集したもの
- Modern Russian and English Revolutionaries (1942) – Lev Uspenskyとの共著
- Phoenix: A Summary of the Inescapable Conditions of World Reorganization (1942)
- Crux Ansata: An Indictment of the Roman Catholic Church (1943)
- ‘42 to ‘44: A Contemporary Memoir (1944)　『世界革命の危機における人間の取った行為に関する現代の回顧録 1942-1944』
- Reshaping Man's Heritage (1944) – J・B・S・ホールデン、ジュリアン・ハクスリーとの共著
- The Happy Turning (1945)
- Mind at the End of its Tether (1945)　『行きづまった精神』
- Marxism vs Liberalism (1945) – ヨシフ・スターリンとの共著

### ゲーム
- Floor Games (1911)
- Little Wars (1913)

### 主な著作の訳書一覧
小説
※『タイム・マシン』、『宇宙戦争』、『透明人間』、『月世界最初の人間』、『モロー博士の島』訳書は各項目を参照。
- 『今より三百年後の社会』黒岩涙香訳、1912-13年。
- 『今の世の奇蹟』黒岩涙香訳、1918年。
- 『ダイヤモンドをつくる男・盲人の国』 窪田鎮夫訳、英宝社、1957年。
- 『トーノ・バンゲイ』 中西信太郎訳、岩波書店〈岩波文庫 上・下〉、1953-60年、ISBN 4-00-322765-4
- 『来たるべき世界の物語』 宇野利泰他訳、早川書房〈ハヤカワ文庫〉、1961年。
- 『ウェルズSF傑作集1』 阿部知二他訳、東京創元社〈創元SF文庫〉、1965年。
- 『ウェルズSF傑作集2』 阿部知二他訳、東京創元社〈創元SF文庫〉、1970年。
- 『解放された世界』 水嶋正路訳、サンリオ〈サンリオSF文庫〉、1978年。
- 『神々の糧』 小倉多加志訳、早川書房〈ハヤカワ文庫〉、1979年。
- 『神々のような人々』 水嶋正路訳、サンリオ〈サンリオSF文庫〉、1981年。
- 『ザ・ベスト・オブ・H・G・ウエルズ』 浜野輝訳、サンリオ〈サンリオSF文庫〉、1981年。
- 『白壁の緑の扉』 小野寺健訳、国書刊行会〈バベルの図書館〉、1988年 - 編著、序文はホルヘ・ルイス・ボルヘス。
- 『アン・ヴェロニカの冒険』 土屋倭子訳、国書刊行会、1989年。
- 『解放された世界』 浜野輝訳、岩波文庫、1997年、ISBN 4-00-322766-2
- 『地球国家2106年』 吉岡義二訳、読売新聞社、1973年。
- 『イカロスになりそこねた男』 橋本槙矩ほか訳、ジャストシステム、1996年。
- 『盗まれた細菌／初めての飛行機』 南條竹則訳、光文社古典新訳文庫、2010年。
- 『キップス 素朴な魂の物語』青野丸香訳、kindle出版、2019年。
- 『ポリー氏の人生』 高儀進訳、白水社、2020年。自伝的長篇
- 『ホイールズ・オブ・チャンス』浦冨真悟訳、kindle出版、2023年。
- 『眠れる人が目を覚ます』AH翻訳研究会訳、Independently published、2024年。
- 『モダン・ユートピア』小澤正人訳、月曜社、2024年。
- 『すばらしい訪問』A.H.翻訳研究会訳、Independently Published、2025年。

その他
- 『世界文化史大系』（全12冊） 北川三郎訳、大鐙閣、1927年。
- 『生命の科学』（全24冊） 小野俊一訳、平凡社、1946年。
- 『世界文化史』（全8冊） 藤本良造訳、新潮社〈新潮文庫〉、1957年。
- 『世界史概観』 長谷部文雄・阿部知二訳、岩波新書（上・下）、改版1966年。
- 『人間の仕事と富と幸福』 浜野輝訳、鹿島研究所出版会、1967年。
- 『世界文化小史』 下田直春訳、角川文庫、1971年、復刊1990年。講談社学術文庫、2012年。
- 『影のなかのロシア』 生松敬三・浜野輝訳、みすず書房、1978年。
- 『ホモ・サピエンス将来の展望I 人類の運命』 浜野輝訳、思索社、1983年。合本版・新思索社、2006年。
- 『ホモ・サピエンス将来の展望II 新世界秩序』 浜野輝訳、思索社、1983年 - 巻末にウェルズ協会による著作目録。
- 『世界の頭脳　人間回復をめざす教育構想』 浜野輝訳、思索社、1987年。
- 『人間の権利　われわれはなんのためにたたかうのか』 浜野輝訳、日本評論社、1987年。